# Iochroma cyaneum
Iochroma cyaneum ist eine Pflanzenart aus der Gattung der Veilchensträucher (Iochroma) in der Familie der Nachtschattengewächse (Solanaceae).

## Beschreibung
Iochroma cyaneum ist ein 1,5 bis 3 Meter hoher Strauch. Seine jungen Zweige sind grün und dicht mit verzweigten Trichomen behaart. Die Laubblätter sind eiförmig bis elliptisch, 10 bis 23 Zentimeter lang und 5 bis 10 Zentimeter breit.
Die Blütenstände bestehen aus 10 bis 20 Blüten. Der Kelch ist 5 bis 9 Millimeter lang und zur Blütezeit leicht bis deutlich vergrößert. Die Krone ist tief purpurn gefärbt, röhrenförmig und 2,5 bis 4 Zentimeter lang. Sie ist mehr oder weniger unbehaart, nur am Kronschlund befinden sich einige Trichome. Die Staubfäden sind 2,5 bis 4 Zentimeter lang und an der Basis behaart. Die Staubbeutel sind 3 bis 4 Millimeter lang, sie enthalten Pollen mit einem Pollenkorndurchmesser von 25 bis 33 Mikrometern. Der Griffel ist 2 bis 4 Zentimeter lang.
Die Frucht ist eine konische Beere mit einer Länge von 1,8 bis 2,5 Zentimetern, das untere Drittel ist vom Kelch umschlossen.

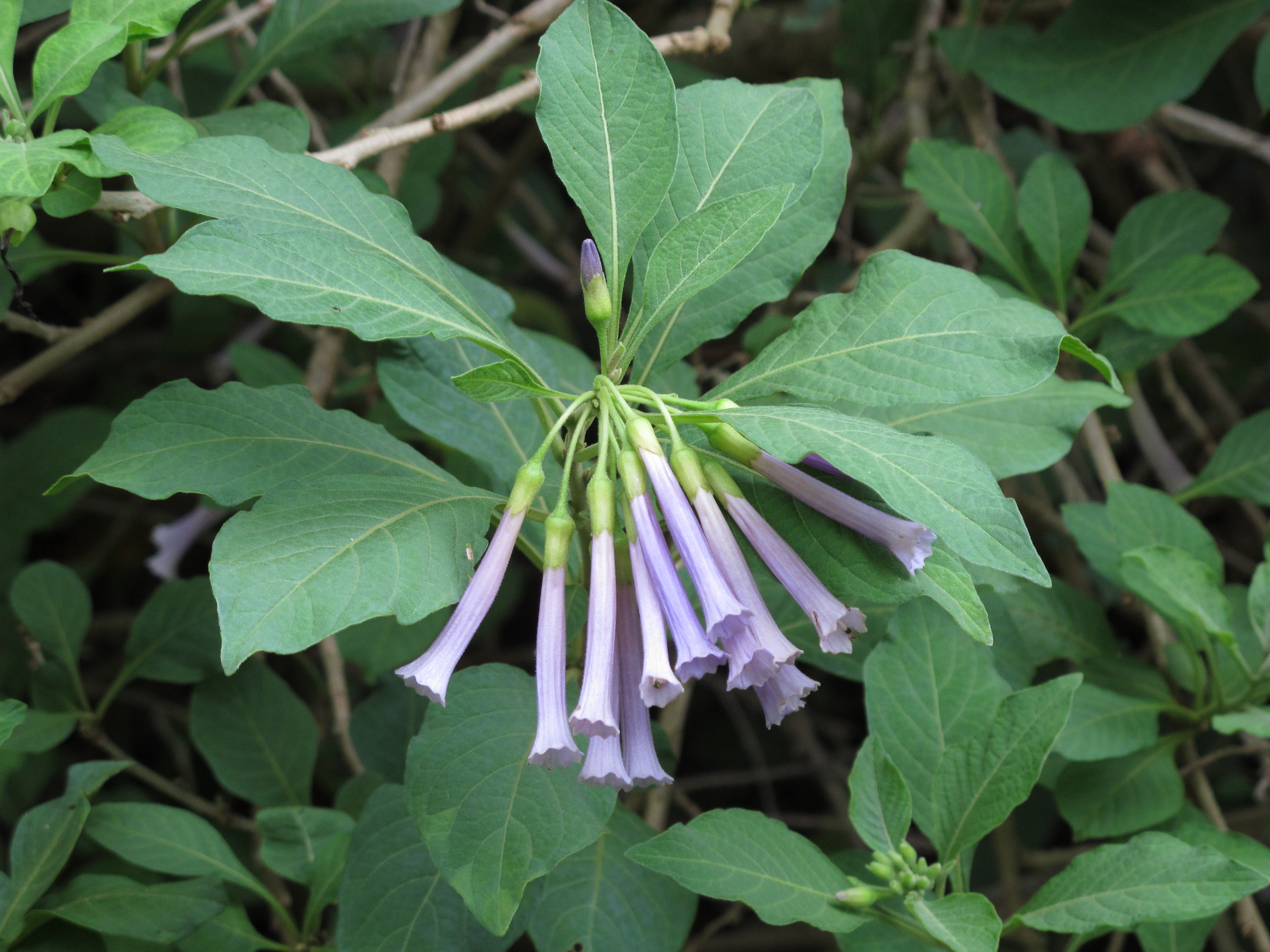
Iochroma cyaneum

## Systematik
Phylogenetische Untersuchungen ordnen die Art mit den Arten  Iochroma cornifolium und Iochroma loxense in eine gemeinsame Klade (Klade C nach Smith & Baum 2006), nach morphologischen Merkmalen gehören Iochroma albianthum und Iochroma schellerupii ebenfalls zu dieser Gruppe. Iochroma cyaneum ist wahrscheinlich zusammen mit Iochroma lehmannii eine Elternart der Naturhybride Iochroma ayabacense.

## Verbreitung
Exemplare von Iochroma cyaneum wurden vor allem im Süden Ecuadors und im angrenzenden Peru gesammelt. Einzelne Funde sind auch weiter nördlich in Ecuador vermerkt. Die Art wächst in Höhenlagen zwischen 1800 und 2500 Metern.

## Nutzung
Kultivare der Art werden gelegentlich als Zierstrauch genutzt, vor allem in Großbritannien, Südeuropa, Australien und Kalifornien. Bekannte Kultivare sind 'Alba', 'Apricot Belle', 'Indigo', 'Royal Blue', 'Sky King' und 'Woodcote White'.

## Nachweise